# Lendinara
Lendinara är en ort och kommun i provinsen Rovigo i regionen Veneto i Italien. Kommunen hade 11 634 invånare (2018).